# Schloss Hohenschwangau

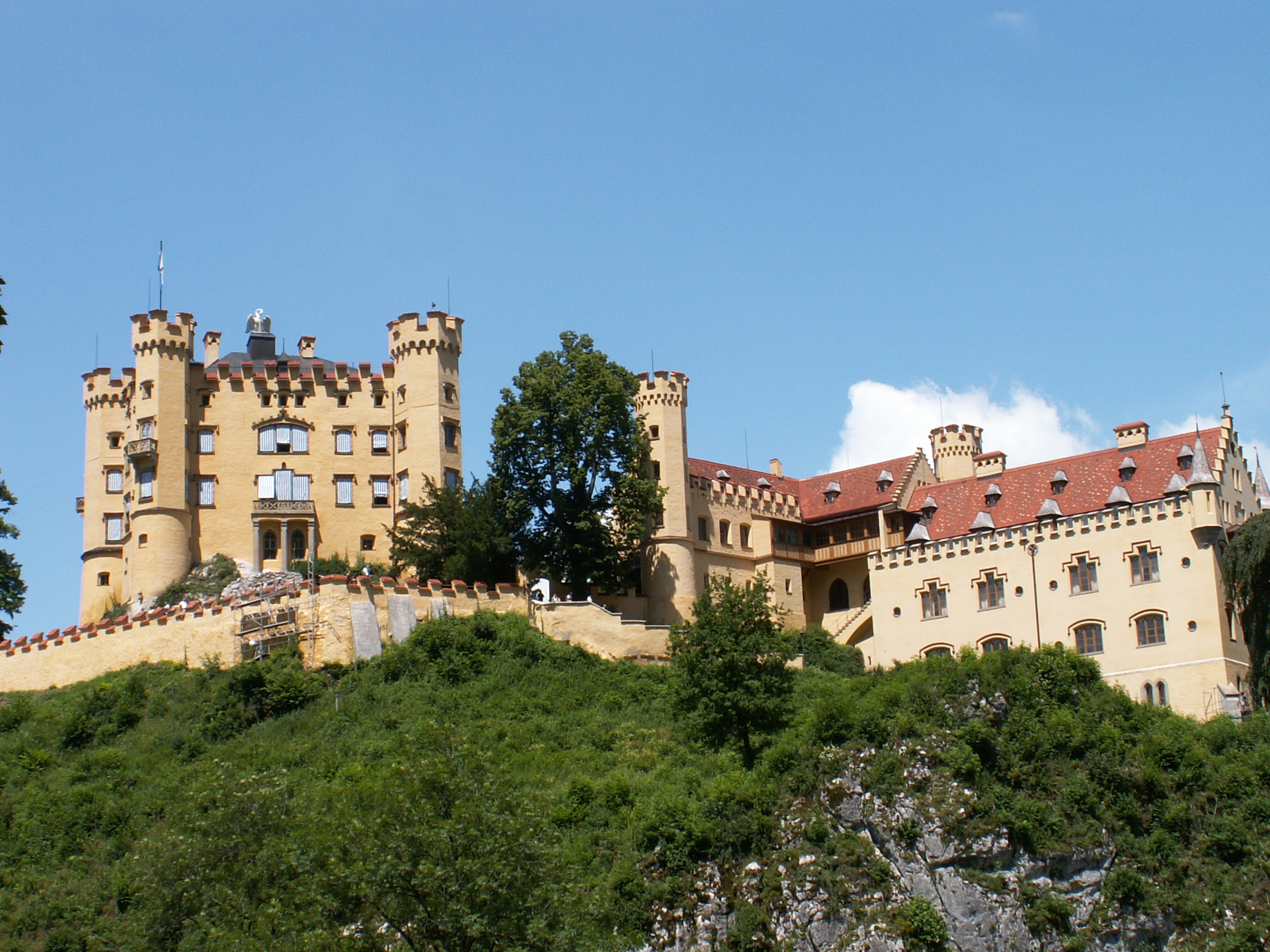
Schloss Hohenschwangau, 2008

Schloss Hohenschwangau ist der Neugotik zuzuordnen. Ein Vorgängerbau „Schwanstein“ wurde 1397 erstmals urkundlich erwähnt. Über die Jahrhunderte wurde die Burg stark beschädigt. 1832 erwarb Kronprinz Maximilian die Burg und ließ diese in das heutige Schloss umbauen. Nach seinem Tod übernahm sein Sohn, König Ludwig II., das Anwesen und ließ es nach seinen Vorlieben dekorieren. Das Schloss liegt direkt gegenüber dem für Ludwig II. erbauten Schloss Neuschwanstein im Ortsteil Hohenschwangau der Gemeinde Schwangau bei Füssen in Bayern.

## Geschichte

### Mittelalter

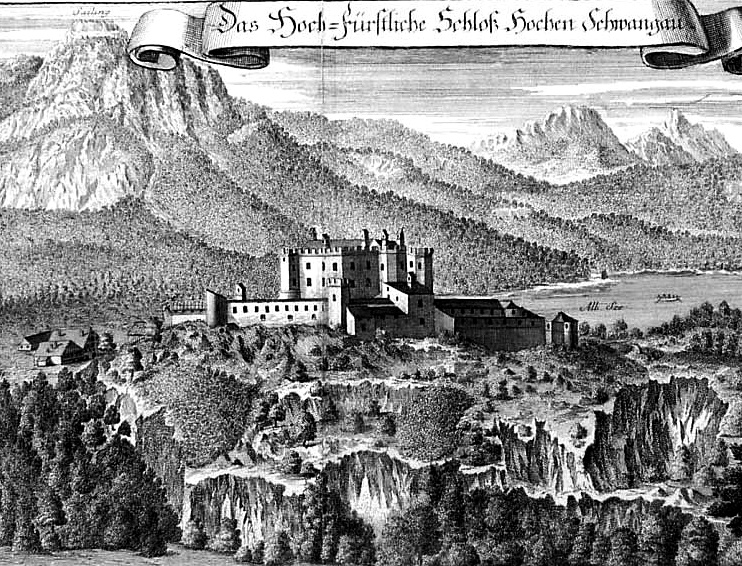
Hohenschwangau vor dem Umbau von 1837. Stich, 1701

Erstmals urkundlich erwähnt wurde ein „Castrum Swangowe“ im Jahre 1090, das als Behausung der Ritter von Schwangau diente. Damit war jedoch die Doppelburg Vorder- und Hinterschwangau gemeint, deren Ruinen bis zum Bau von Schloss Neuschwanstein einigermaßen erhalten auf dem dortigen Felsen standen: der langgestreckte vordere Teil befand sich da, wo heute der Palas steht, der hintere, durch einen Halsgraben getrennt, stand als Bergfried zwischen heutigem Ritterhaus und Kemenate, wo auch der neugotische Bergfried geplant war, der nicht gebaut wurde. Auf dieser Doppelburg lebten die Herren von Schwangau als Ministerialen der Welfen. Mit dem Tode Welfs VI. 1191 fiel der welfische Besitz in Schwaben an die Staufer, mit dem Tod Konradins 1268 an das Reich. Die Ritter von Schwangau hatten die Herrschaft Hohenschwangau dann als reichsunmittelbares Lehen weiter inne bis zu ihrem Aussterben im Jahre 1536.
Von dem berühmten Schwangauer Minnesänger Hiltbolt von Schwangau (* ca. 1190–1256) sind 22 Minnelieder erhalten, deren Entstehungszeit zwischen 1215 und 1225 angesetzt wird, die in der Heidelberger und teilweise in der Weingartner Liederhandschrift Einzug gefunden haben. Margareta von Schwangau war die Ehefrau des Minnesängers Oswald von Wolkenstein. Als 1363 Herzog Rudolf IV. von Österreich Tirol unter habsburgische Herrschaft brachte, verpflichteten sich Stephan von Schwangau und seine Brüder, ihre Festen Vorder- und Hinterschwangau, die Burg Frauenstein und den Sinwellenturm dem österreichischen Herzog offenzuhalten. Eine Urkunde von 1397 nennt zum ersten Mal den Schwanstein, das heutige Schloss Hohenschwangau, das – weniger wehrhaft, aber bequemer zu erreichen – unterhalb der älteren Doppelburg auf einer Anhöhe über dem Alpsee errichtet worden war.
Nachdem Ulrich von Schwangau 1428 seine Herrschaft auf vier Söhne aufgeteilt hatte, erlebte das einstmals stolze Geschlecht der Herren von Schwangau eine stetige Abwärtsentwicklung: Misswirtschaft und Erbstreitigkeiten führten dazu, dass Georg von Schwangau sein Erbe, die Hohenschwangauer Burgen und den Frauenstein, im Jahre 1440 samt Gerichtsbarkeit dem Herzog Albrecht III. von Bayern-München verkaufte. Die Schwangauer blieben jedoch als Pfleger der Herzöge von Bayern vor Ort. 1521 wurden die beiden Brüder Heinrich und Georg von Schwangau auf dem Reichstag zu Worms durch Kaiser Karl V. zwar erneut mit ihrem Besitz belehnt, aber schon 1535 mussten sie ihn für 35.000 fl. an den kaiserlichen Rat Wolf Haller von Hallerstein verkaufen, der jedoch nur als Strohmann für den bürgerlichen Augsburger Patrizier Johann Paumgartner auftrat und die reichsunmittelbare Herrschaft sogleich an diesen weiterreichte. 1536 starben die beiden Brüder als letzte ihres Geschlechts.

### Neuzeit

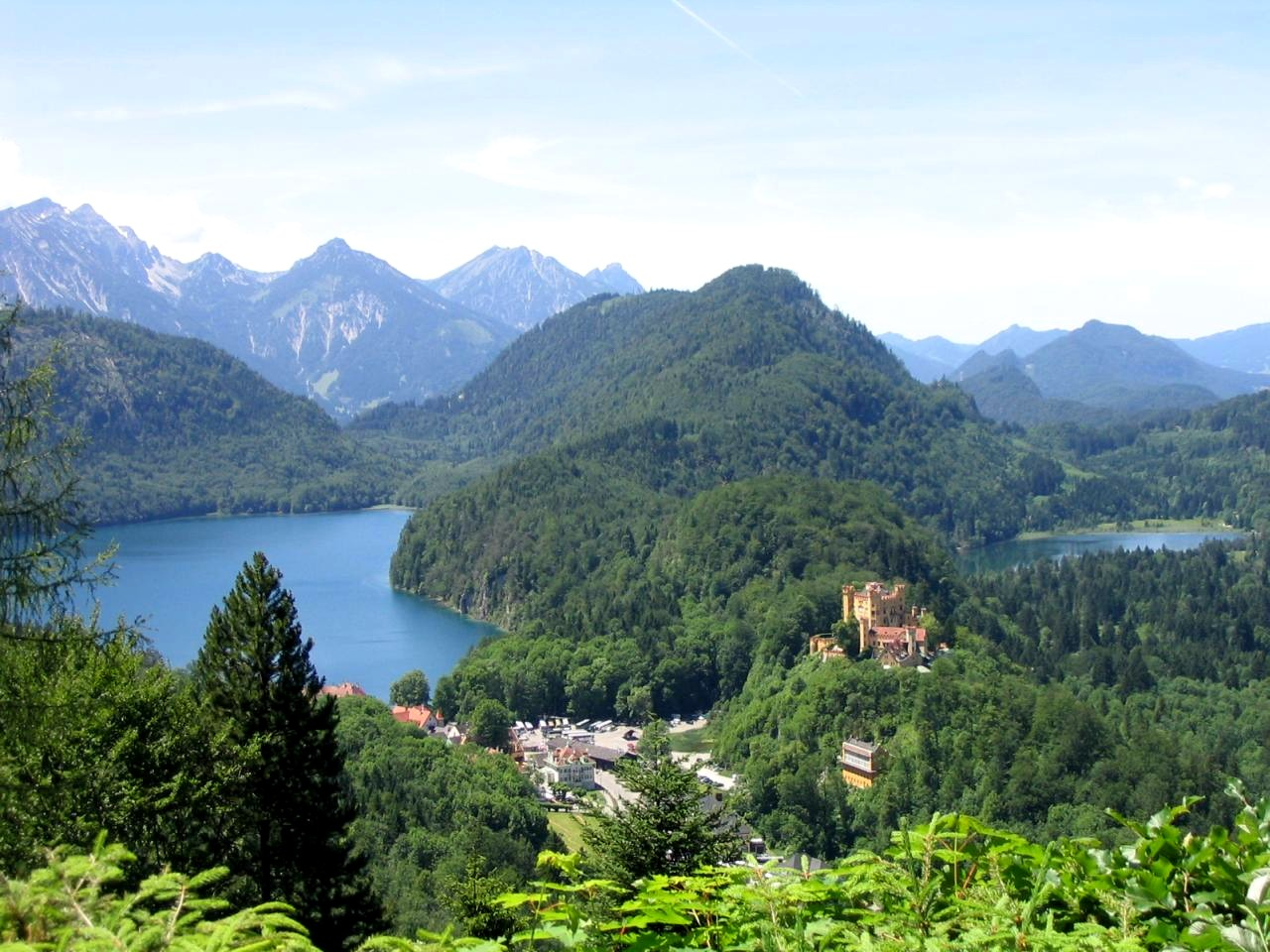
Schloss Hohenschwangau mit Alpsee (links) und Schwansee (rechts)

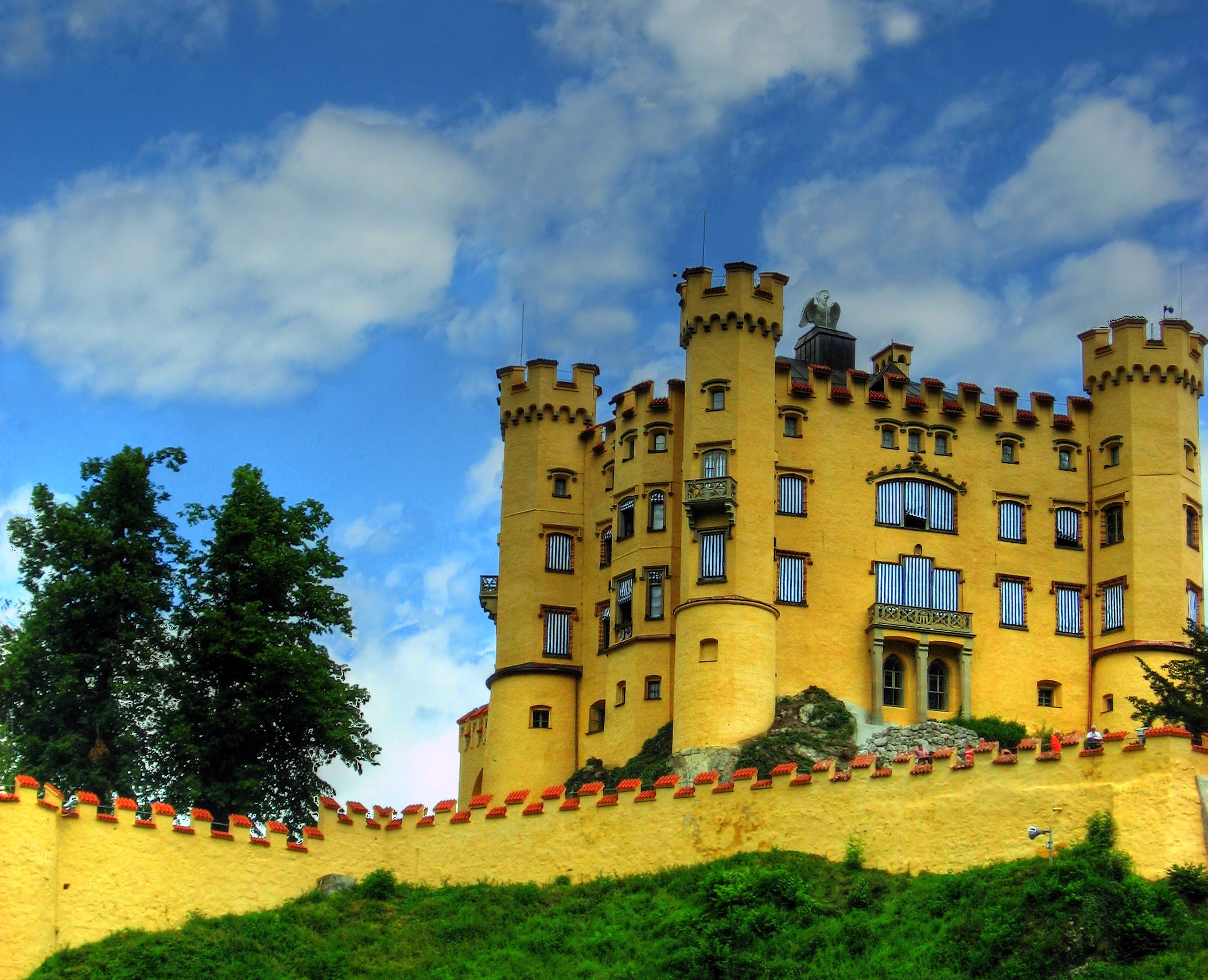
Schloss Hohenschwangau

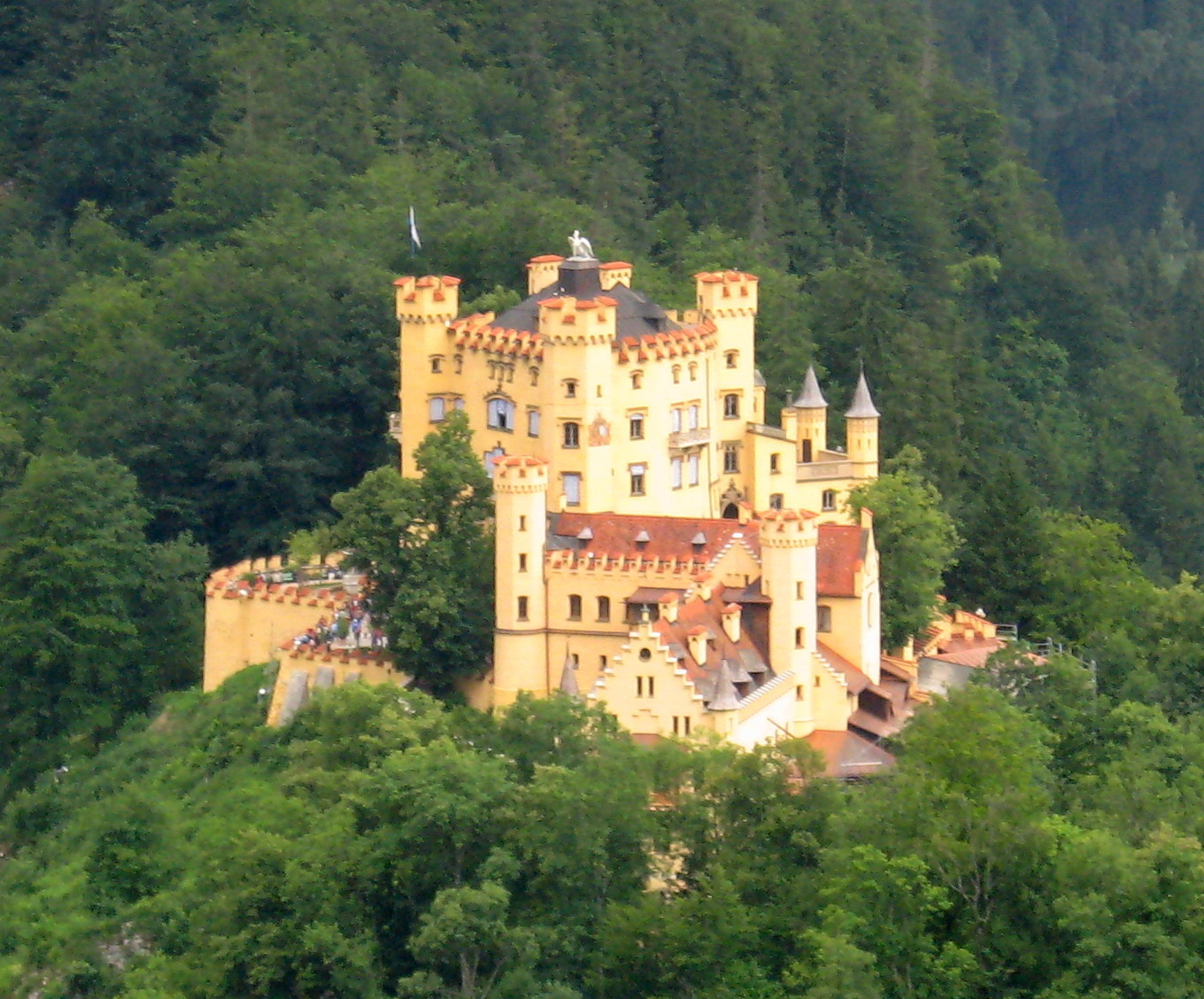
Blick auf Hohenschwangau von Schloss Neuschwanstein aus

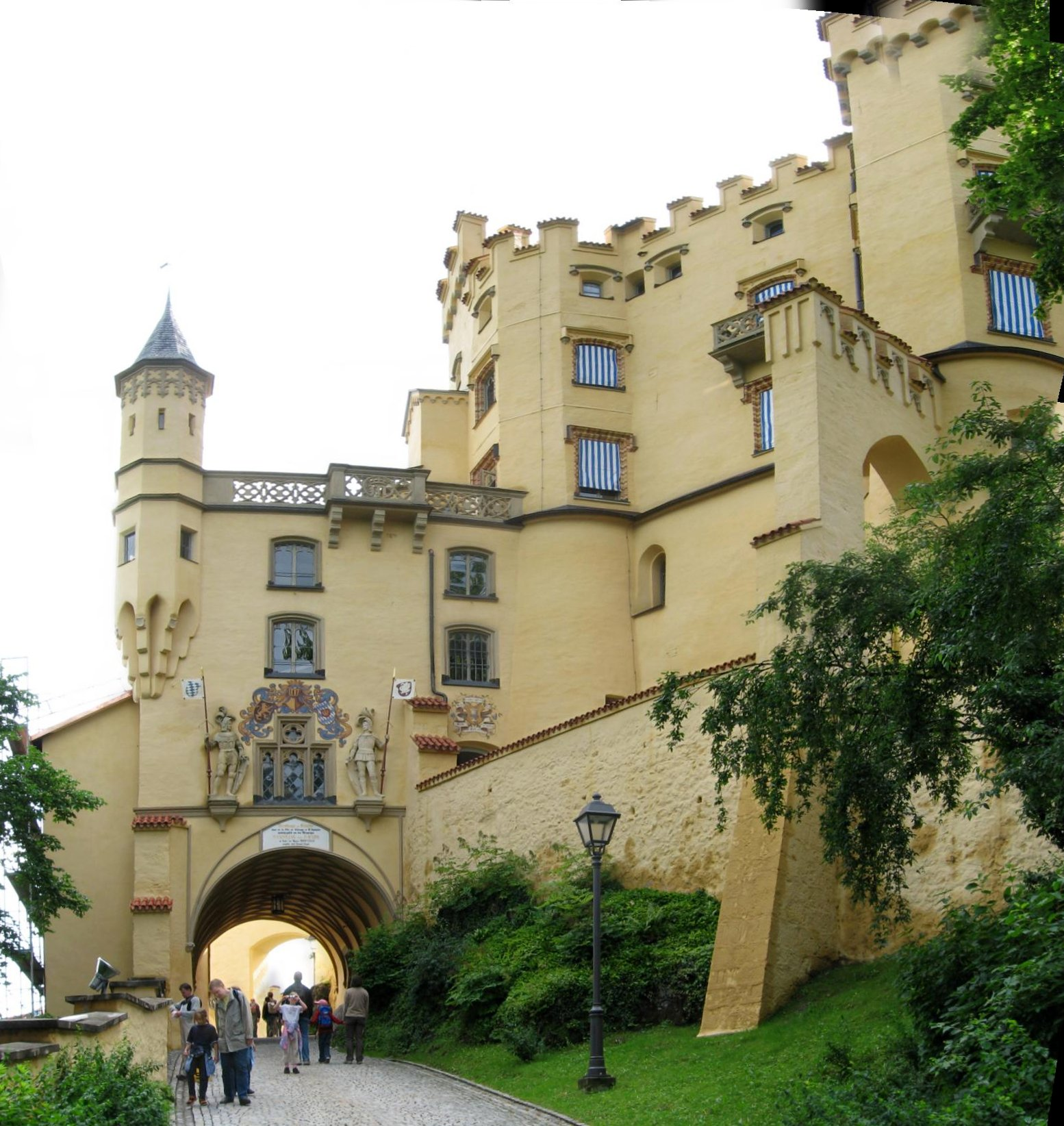
Toranlage

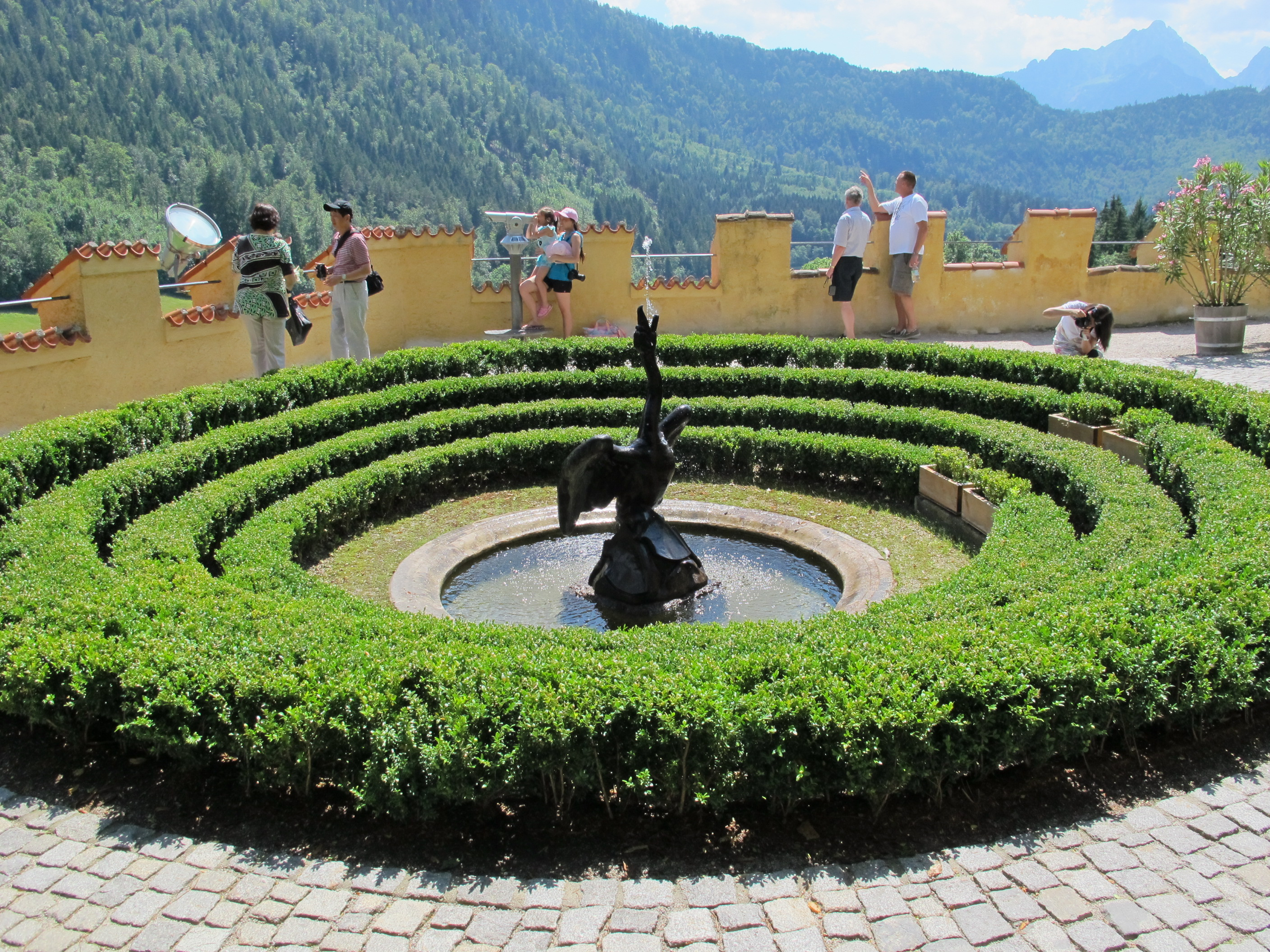
Schwanenbrunnen

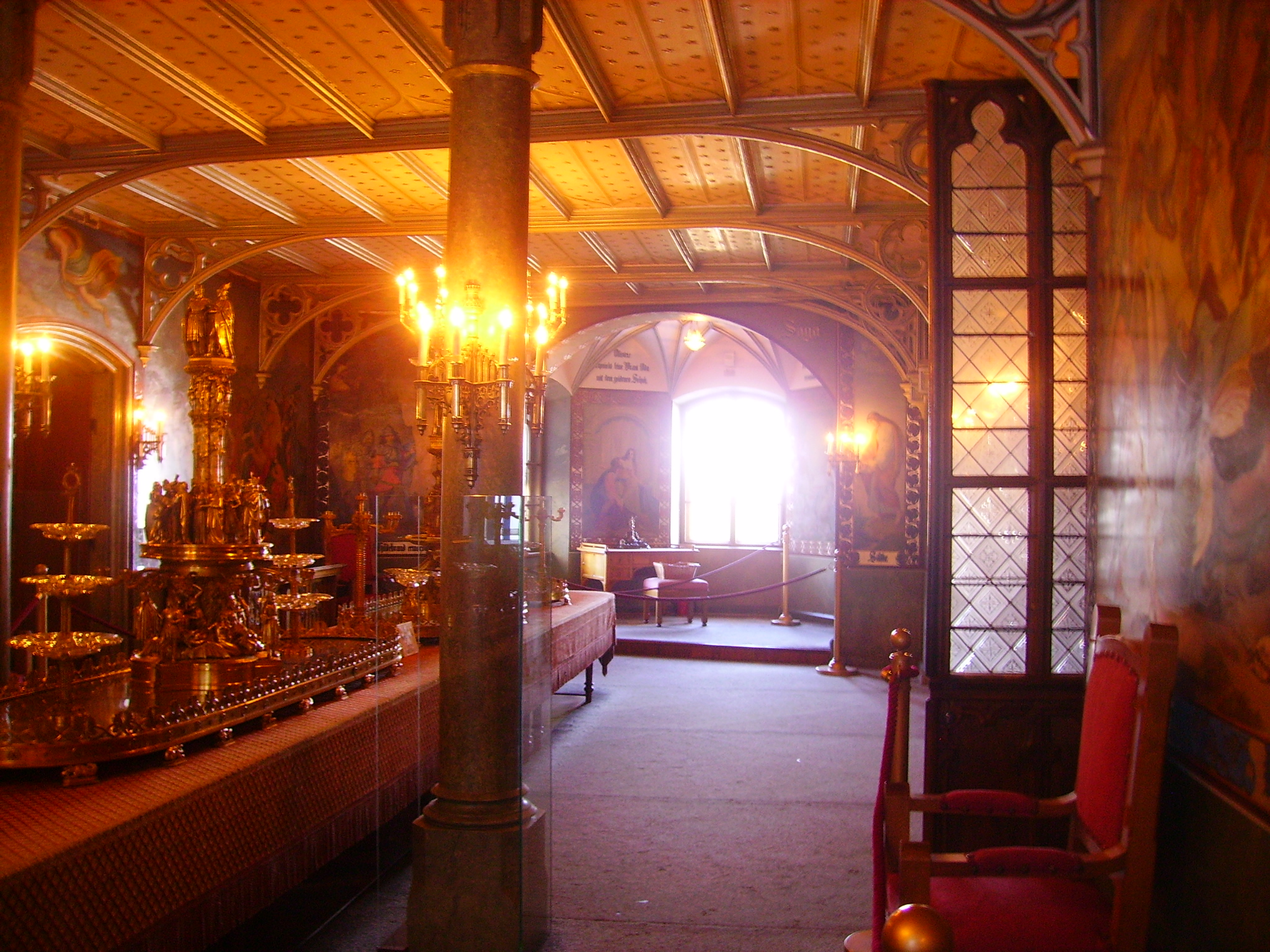
Festsaal

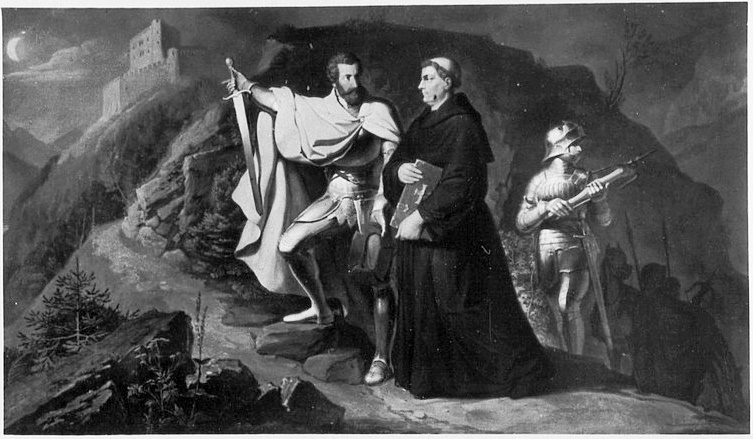
Christoph von Langenmantel bringt Luther nach Hohenschwangau. Fresko von Wilhelm Lindenschmit dem Älteren

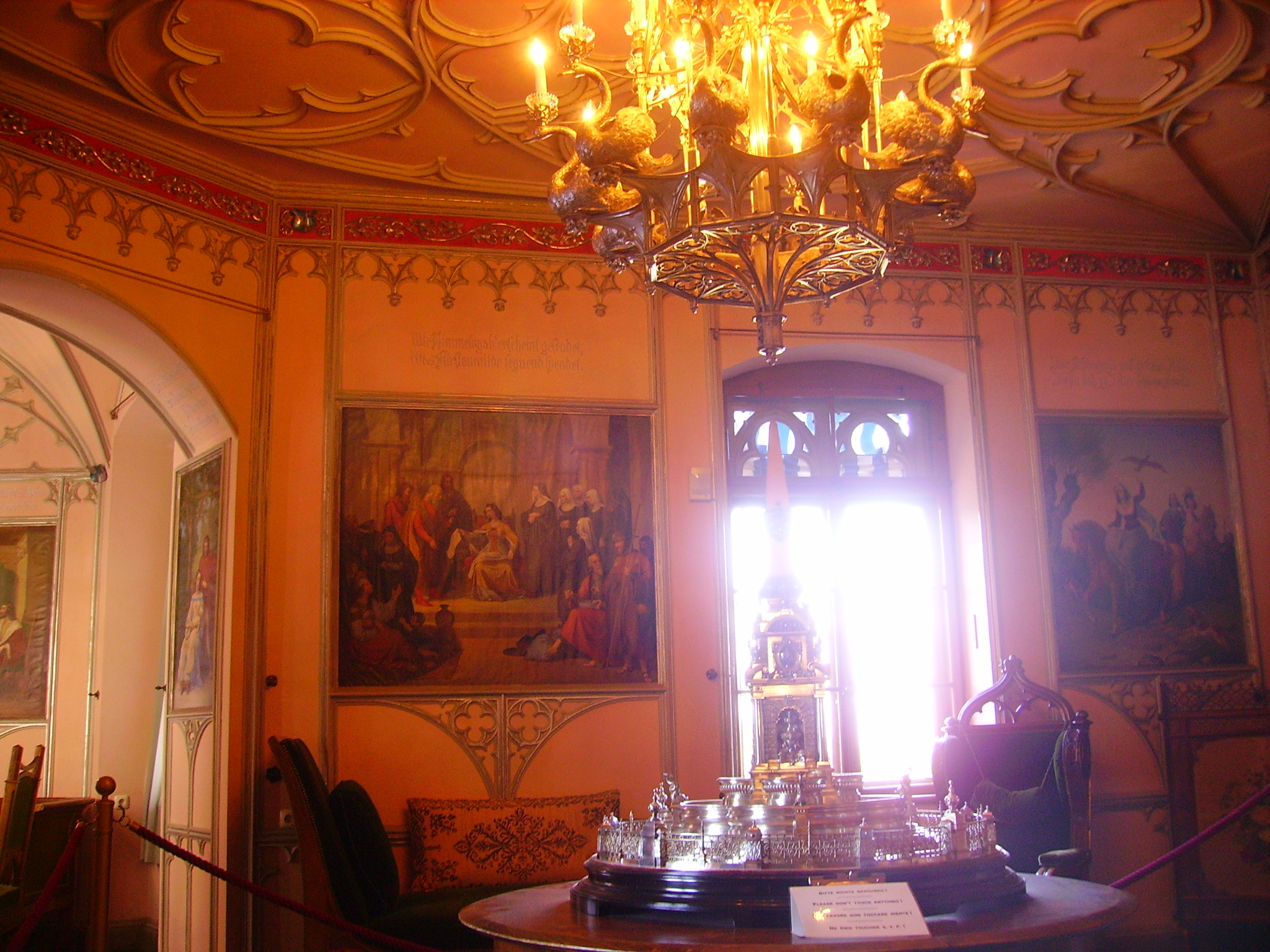
Salon

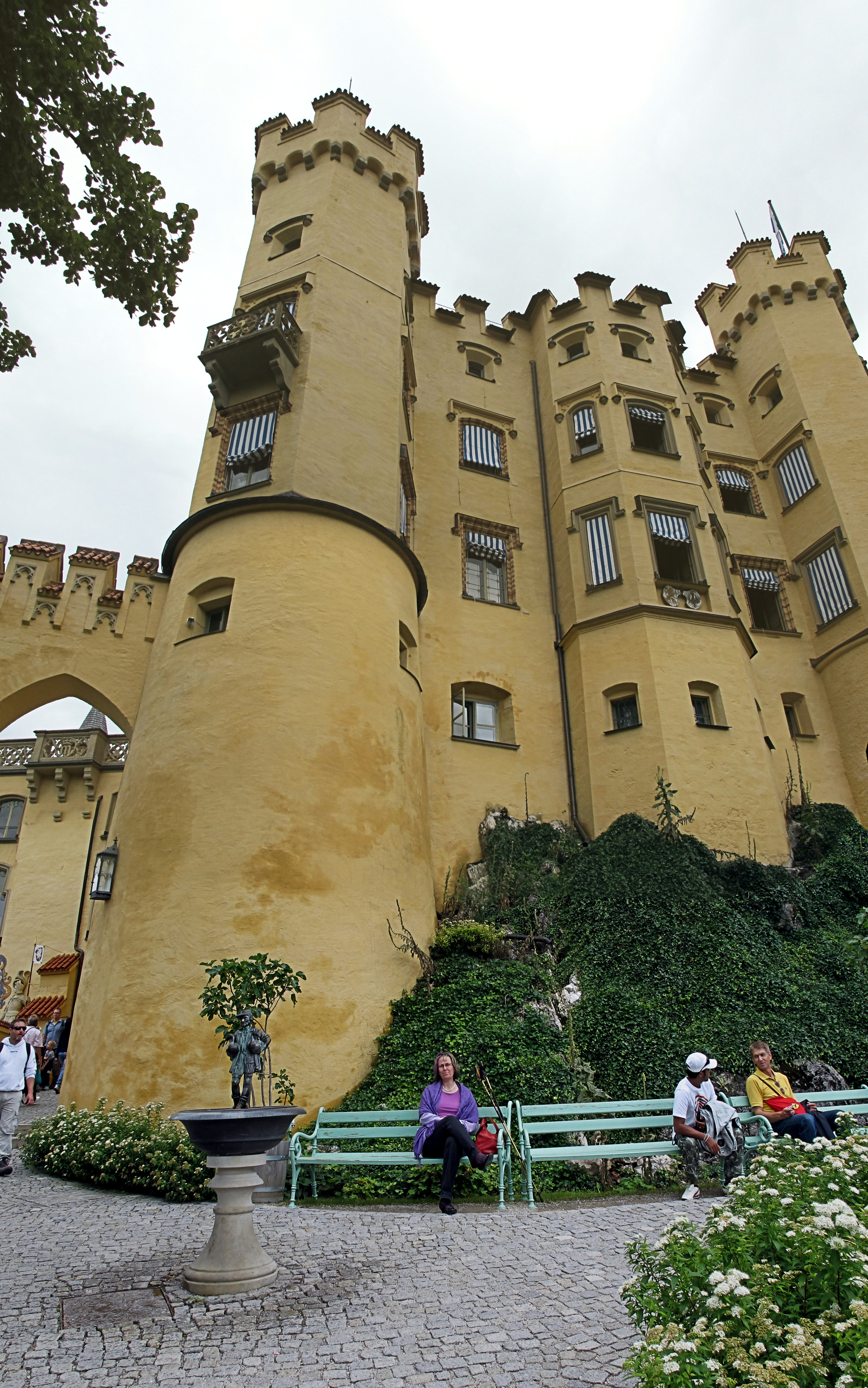
Schlosshof mit Hans-im-Glück Brunnen

Johann Paumgartner war Rat und Geldgeber des Kaisers Karl V., der ihn 1537 zum Reichsfreiherrn adelte, worauf er sich Paumgartner von Hohenschwangau zum Schwanstein nannte. Er ließ die verwahrloste Burg Schwanstein von italienischen Handwerkern als Zentrum seiner neuen Herrschaft wieder herrichten, während Vorder- und Hinterhohenschwangau sowie Frauenstein weiterhin verfielen. Der Architekt Lucio di Spazzi, welcher bereits an der Innsbrucker Hofburg und an der Brückenfeste Altfinstermünz gearbeitet hatte, benutzte die vorhandene Bausubstanz, behielt Außenmauern mit Zinnenkranz und Türmen bei, gestaltete jedoch das Innere für zeitgenössische Wohnansprüche neu, wobei er den heutigen Grundriss mit der in allen Stockwerken identischen, regelmäßigen Gruppierung von je drei Zimmerfluchten zu beiden Seiten eines durchlaufenden Mittelflezes schuf. Um den Wohnbau legte er einen Kranz von Bastionen. 1547 waren die Bauarbeiten abgeschlossen. 1549 starb Paumgartner und die Herrschaft fiel an seine beiden Söhne David und Georg, die in Schulden gerieten. 1561 verpfändete David Paumgartner die reichsunmittelbare Herrschaft an Markgraf Georg-Friedrich von Brandenburg-Ansbach-Kulmbach, der sie 1567 an Herzog Albrecht V. von Bayern verkaufte. Dieser brachte auch die Ansprüche der Gläubiger Paumgartners an sich und wurde reichsrechtlich mit Hohenschwangau belehnt. 1604 erhielt dann Herzog Max I. von Bayern die Anwartschaft auf die mit Hohenschwangau verbundenen Reichslehen, Kurfürst Ferdinand Maria von Bayern 1670 diese selbst.
Das Schloss wurde für die Bärenjagd genutzt oder nachgeborenen Söhnen der Wittelsbacher Kurfürsten überlassen. Mit dem Dreißigjährigen Krieg begann ein erneuter Verfall des Schlosses, im Österreichischen Erbfolgekrieg wurde es 1743 von den Österreichern ausgeplündert, jedoch vom Hofbauamt als Sitz des Pfleggerichts wieder instand gesetzt. Nach dem Bau des neuen Amtshauses 1786 verfiel es. Erst 1803 wurde das Reichslehen Hohenschwangau durch den Reichsdeputationshauptschluss dem Kurfürstentum Bayern einverleibt, das 1805 zum Königreich Bayern aufstieg. Während der Koalitionskriege von 1800 bis 1809 wurde das Schloss als Quartier für französische und österreichische Truppen genutzt und nach einer kurzen aber ergebnislosen Beschießung und Belagerung durch die Franzosen schien für die Burg die letzte Stunde geschlagen zu haben: 1820 wurde sie unter König Maximilian I. um 200 Gulden an einen Ortsansässigen auf Abbruch verkauft. Fürst Ludwig von Oettingen-Wallerstein, dessen Familie seit 1802 das Kloster St. Mang im nahen Füssen besaß, hörte 1821 von der beabsichtigten Zerstörung und kaufte nun seinerseits das Schloss für 225 Gulden auf, um es zu retten. Er begeisterte sich für die Lage der Burg, die in reizvollster Landschaft wie auf einer Panoramabühne gelegen war. Der Fürst ließ Reparatur- und Sicherungsmaßnahmen durchführen, verkaufte das Schloss jedoch bereits 1823 wieder, nachdem er morganatisch geheiratet und seine Stellung als Familienoberhaupt verloren hatte. Der nächste Besitzer, der Geodät Johann Adolph Sommer, beabsichtigte, im Schloss eine Flachsspinnerei einzurichten, was jedoch unterblieb.

### König Max II.
Etwa zu dieser Zeit beschloss der bayerische König Ludwig I., seinem Sohn, Kronprinz Maximilian, das Hohe Schloss Füssen, den ehemaligen Sommersitz der Augsburger Bischöfe, als Wohnsitz zu überlassen. Dieser begab sich daher 1829 nach Füssen und unternahm von dort eine Wanderung bis ins tirolische Reutte, wobei er durch Hohenschwangau kam. Der Kronprinz war sofort bezaubert von dem historischen Bau und seiner unvergleichlichen Lage zwischen Alpsee und Schwansee. Er verzichtete auf Hohenfüssen und erwarb nach dreijährigen Kaufverhandlungen 1832 die Burg Schwanstein, die er in Schloss Hohenschwangau umbenannte. Damit wurden die Namen der Burg Schwanstein und der älteren Doppel-Burg Vorder- und Hinterhohenschwangau vertauscht. Erstere heißt heute Hohenschwangau, letztere Neuschwanstein.
Kronprinz Max ließ das Schloss bis 1837 von dem Architektur- und Theatermaler Domenico Quaglio (1787–1837) im Stil der Neugotik umbauen. Das Bauprojekt der Burgenromantik stand damit, wie auch die Stadtresidenz des Kronprinzen, das Wittelsbacher Palais, durchaus im Gegensatz zu der von Klassizismus, Neuhumanismus und Philhellenismus geprägten offiziellen Kunstauffassung im Bayern Ludwigs I. Bezeichnenderweise machte er den Maler Quaglio zum Oberbauleiter und ordnete ihm den Architekten Georg Friedrich Ziebland nur bei. Ferner assistierte Ferdinand Jodl. Der im praktischen Bauwesen unerfahrene Quaglio verausgabte sich derart, dass er kurz vor Vollendung des Baus starb. Fortgeführt wurden die Arbeiten durch den Münchner Architekten Joseph Daniel Ohlmüller. 1842 heiratete der Kronprinz die Prinzessin Marie von Preußen, woraufhin neue Räume und Nebengebäude eingerichtet wurden. Fast zeitgleich mit der Renovierung von Hohenschwangau, von 1836 bis 1842, hatte Maries Cousin, der Kronprinz und seit 1840 preußische König Friedrich Wilhelm IV., der mit Max’ Tante Elisabeth Ludovika von Bayern verheiratet war, das Schloss Stolzenfels am Rhein in ähnlichem Stil wieder aufbauen lassen.
1848 bestieg Max als Maximilian II. den Thron, neue Trakte wurden für den Hofstaat errichtet, zuletzt 1855 der Kavaliersbau. Das Schloss diente der königlichen Familie als Sommerresidenz und war die Kinderstube der beiden Söhne, der späteren Könige Ludwig II. und Otto. Ihre Mutter Marie von Bayern (1825–1889) unternahm mit ihnen häufig Bergwanderungen, so auch auf die alten Burgen Vorder- und Hinterhohenschwangau und Frauenstein. Sie verlebte hier auch nach dem Tod von König Max II. 1864 alljährlich mehrere Sommermonate. In ihrer Abwesenheit nutzte auch Ludwig II. häufig das Schloss, so auch während der Errichtung seines eigenen Schlosses Neuschwanstein von 1869 bis 1884, das bis 1886 offiziell den Namen Neue Burg Hohenschwangau trug. Ludwig II. veränderte in Hohenschwangau nichts außer seinem eigenen Schlafzimmer, in das er 1864 eine Felsengruppe einbauen ließ, über die ein Wasserfall strömte, sowie einen Apparat zur Erzeugung eines künstlichen Regenbogens und einen Nachthimmel mit Mond und Sternen, die durch ein kompliziertes Spiegelsystem vom Obergeschoss aus beleuchtet wurden. Königin Marie ließ nach Ludwigs Tod 1886 den ursprünglichen Zustand des Zimmers wiederherstellen. Sie starb fast drei Jahre nach dem Tod ihres Sohnes 1889 auf Schloss Hohenschwangau.
Seit 1923 bis heute gehört das Schloss dem Wittelsbacher Ausgleichsfonds und wird als Museum genutzt. Zugleich steht es jedoch Mitgliedern der Familie Wittelsbach gelegentlich für Aufenthalte oder Feiern zur Verfügung. Prinz Adalbert von Bayern zog sich 1941 nach Schloss Hohenschwangau zurück, nachdem er durch den sogenannten Prinzenerlass als „wehrunwürdig“ aus der Wehrmacht ausgeschieden war.

## Baubeschreibung
Das heutige Schloss Hohenschwangau ist von 1537 bis 1547 in die teilweise erhaltenen Außenmauern der Burg Schwanstein aus dem 14. Jahrhundert hineingebaut worden. Die viergeschossige, 1833–1837 außen wie innen neugotisch überformte Anlage des Hauptbaus mit gelber Fassadenfarbe verfügt über drei Rundtürme mit polygonalen Aufbauten, der Torbau ist dreigeschossig.
Im Hauptgebäude befindet sich heute ein Museum. Die Inneneinrichtung aus der Biedermeierzeit ist unverändert erhalten. Die Räume sind noch immer mit den Einrichtungsgegenständen aus der Restaurierungszeit ausgestattet.
Die Ausmalung der Räume erfolgte nach Entwürfen von Moritz von Schwind und Ludwig Lindenschmit dem Älteren. Zu den Ausführenden gehörte sowohl letzterer, als auch dessen Bruder Wilhelm Lindenschmit der Ältere. Die mehr als neunzig Wandgemälde wurden 1835–1836 ausgeführt und behandeln Themen aus der Geschichte des Schlosses und des Schwangaus sowie aus den mittelalterlichen Heldensagen, namentlich der Sage vom Schwanenritter Loherangrîn in Wolfram von Eschenbachs mittelhochdeutschem Versepos Parzival (das 1850 von Richard Wagner in seiner Oper Lohengrin verarbeitet wurde), der Nibelungensage und der Edda. Eines der Fresken greift eine örtliche Volksüberlieferung auf, nach der Christoph von Langenmantel 1518 Martin Luther zu dessen Schutz aus Augsburg nach Hohenschwangau gebracht habe.
In dem beschriebenen Zustand hat sich das Schloss bis heute erhalten. Einige Projekte wie der Bau einer Zugbrücke und mehrerer Türme an der Ringmauer kamen nicht mehr zur Ausführung; ein hoher Bergfried wurde 1851 begonnen, jedoch im Jahr darauf wieder abgerissen, da er teuer zu werden drohte und zudem König Max nicht gefiel.
Im Talboden an der Nordseite unterhalb des Schlosses befindet sich der ursprünglich zum Schloss gehörende Schwanseepark, der heute stark zugewachsen ist. Der Park wurde angelegt nach Plänen von Peter Joseph Lenné.
An der Stelle des 1786 errichteten Amtshauses wurde im 19. Jahrhundert das Grandhotel Alpenrose erbaut, in dem 2011 vom Wittelsbacher Ausgleichsfonds das Museum der bayerischen Könige eröffnet wurde. Dieses zeigt rund 160 Ausstellungsstücke vom Mittelalter bis in die Gegenwart. Kernpunkt des Museums ist der Saal der Könige, in dem die Erbauer von Hohenschwangau und Neuschwanstein, Max II. und Ludwig II., Thema sind. Das Hotel wurde 2019 erweitert und beherbergt auch ein Restaurant.
Die Orangerie am Südhang unterhalb des Schlosses wurde 2014 als katholische Kapelle umgestaltet.

## Filmkulisse
Schloss Hohenschwangau diente unzählige Male als Filmkulisse für Verfilmungen über das Leben Ludwigs II. Es war zum Beispiel Drehort für Filme wie Helmut Käutners Ludwig II. von 1955 und Luchino Viscontis Ludwig II. von 1973. Auch die Filmbiografie Ludwig II. von Peter Sehr und Marie Noëlle aus dem Jahr 2012 wurde an Originalschauplätzen gedreht. Die Anlage kam aber nicht nur bei Verfilmungen des Lebens Ludwigs II. zum Einsatz. 1953 inszenierte Walter Oehmichen, Gründer der Augsburger Puppenkiste, den Märchenfilm Brüderchen und Schwesterchen für die Produktionsfirma Schongerfilm, wo Hohenschwangau als Kulisse für das Königsschloss diente.